# 雅博蒂卡图巴斯
雅博蒂卡图巴斯是巴西米纳斯吉拉斯州的一个市镇。总面积1113.774平方公里，总人口15496人，人口密度13.9人/平方公里。